# پی مار باریک
پی مار باریک یک ستاره است که در صورت فلکی مار باریک قرار دارد.